# Nagasawa Shun
Nagasawa Shun (長沢 駿 Nagasawa Shun, sinh ngày 25 tháng 8 năm 1988 ở Shizuoka) là một cầu thủ bóng đá người Nhật Bản hiện tại thi đấu cho đội bóng J. League Division 1 Gamba Osaka. Sau khi làm việc ở hệ thống trẻ S-Pulse, anh ký bản hợp đồng chuyên nghiệp ở 2007. Anh thi đấu cho mượn tại Đội bóng J. League 2 Roasso Kumamoto, Kyoto Sanga và Matsumoto Yamaga trước khi ký hợp đồng với Gamba Osaka vào tháng 7 năm 2015.

## Thống kê sự nghiệp
Tính đến 11 tháng 6 năm 2018
| Câu lạc bộ              | Mùa giải             | Giải vô địch         | Giải vô địch | Giải vô địch | Cúp     | Cúp       | Cúp Liên đoàn | Cúp Liên đoàn | Khác    | Khác      | Tổng    | Tổng      |
| Câu lạc bộ              | Mùa giải             | Hạng đấu             | Số trận      | Bàn thắng    | Số trận | Bàn thắng | Số trận       | Bàn thắng     | Số trận | Bàn thắng | Số trận | Bàn thắng |
| ----------------------- | -------------------- | -------------------- | ------------ | ------------ | ------- | --------- | ------------- | ------------- | ------- | --------- | ------- | --------- |
| Shimizu S-Pulse         | 2009                 | J.League Division 1  | 5            | 0            | 0       | 0         | —             | —             | —       | —         | 5       | 0         |
| Shimizu S-Pulse         | 2010                 | J.League Division 1  | 1            | 0            | 0       | 0         | 3             | 0             | —       | —         | 4       | 0         |
| Shimizu S-Pulse         | 2014                 | J.League Division 1  | 10           | 4            | 1       | 0         | 2             | 2             | —       | —         | 13      | 6         |
| Shimizu S-Pulse         | 2015                 | J1 League            | 14           | 1            | 0       | 0         | 2             | 0             | —       | —         | 16      | 1         |
| Shimizu S-Pulse         | Tổng                 | Tổng                 | 30           | 5            | 1       | 0         | 7             | 2             | 0       | 0         | 38      | 7         |
| Roasso Kumamoto (mượn)  | 2011                 | J.League Division 2  | 33           | 8            | 0       | 0         | —             | —             | —       | —         | 33      | 8         |
| Kyoto Sanga (mượn)      | 2012                 | J.League Division 2  | 14           | 1            | 0       | 0         | —             | —             | —       | —         | 14      | 1         |
| Matsumoto Yamaga (mượn) | 2013                 | J.League Division 2  | 32           | 3            | 0       | 0         | —             | —             | —       | —         | 32      | 3         |
| Gamba Osaka             | 2015                 | J1 League            | 6            | 3            | 4       | 2         | —             | —             | 1       | 0         | 11      | 5         |
| Gamba Osaka             | 2016                 | J1 League            | 21           | 9            | 2       | 1         | 4             | 2             | 5       | 0         | 32      | 12        |
| Gamba Osaka             | 2017                 | J1 League            | 34           | 10           | 1       | 1         | 4             | 1             | 7       | 3         | 46      | 15        |
| Gamba Osaka             | 2018                 | J1 League            | 10           | 1            | 1       | 0         | 7             | 7             | —       | —         | 18      | 8         |
| Gamba Osaka             | Tổng                 | Tổng                 | 71           | 23           | 8       | 4         | 15            | 10            | 13      | 3         | 107     | 40        |
| Tổng cộng sự nghiệps    | Tổng cộng sự nghiệps | Tổng cộng sự nghiệps | 180          | 40           | 9       | 4         | 22            | 12            | 13      | 3         | 224     | 59        |

## Danh hiệu
Gamba Osaka
- Cúp Hoàng đế Nhật Bản: 2015

Thành tích cá nhân
- J1 MVP tháng 8 năm 2016[4]